# Xian de Zherong
Le xian de Zherong (柘荣县 ; pinyin : Zhèróng Xiàn) est un district administratif de la province du Fujian en Chine. Il est placé sous la juridiction de la ville-préfecture de Ningde.

## Démographie
La population du district était de 100 846 habitants en 1999.